# Franz Anton Maulbertsch

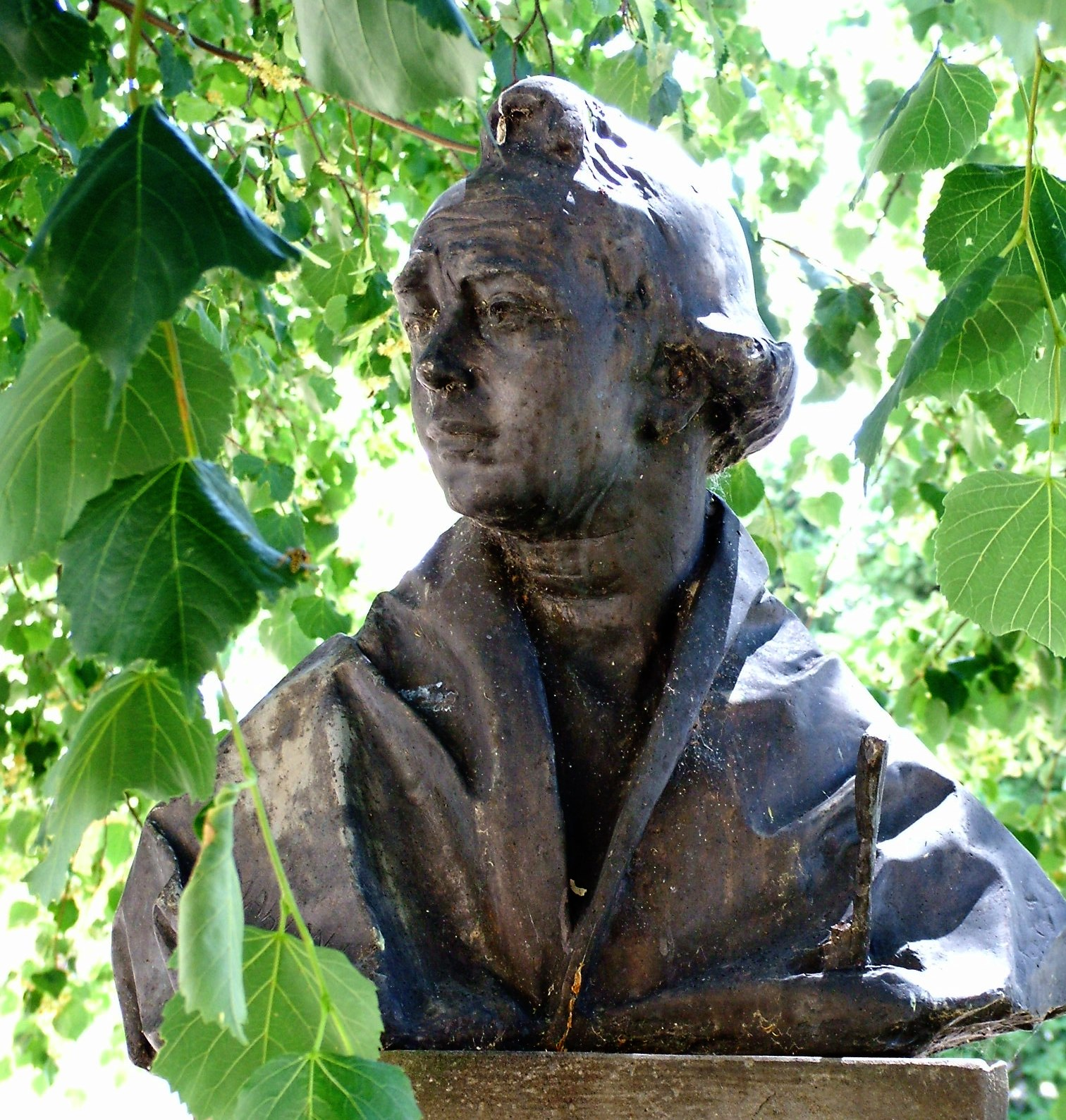
Maulbertsch mellszobra Sümegen

Franz Anton Maulbertsch (vagy Maulpertsch) (Langenargen, 1724 – Bécs, 1796. augusztus 8.), osztrák festő. Falfestményeivel és freskóival a birodalom számos helyén találkozunk. Mintegy négy évtizedes magyarországi munkássága a legjelentősebb hazai barokk (és rokokó) freskófestővé avatta. Művészi pályafutása freskójelzeteivel jól követhető, számos festménye azonban sok tanítványa és utánzója miatt nehezen azonosítható.

## (Művészet)történeti helyzetkép
Franz Anton Maulbertsch festőművész életútjának és művészi tevékenységének áttekintése és megértése feltétlenül szükségessé teszi az adott korszak osztrák-magyar társadalmi körülmények rövid felvázolását, elsősorban a barokk művészeti stílus magyarországi meghonosodása, kibontakozása és továbbfejlődése szempontjából.
A török Magyarországról való kiűzését követő történelmi időszakában a (Habsburg) központi hatalom jelentősen megerősödött, s minden vonalon támadásba lendült. Célja a meggyengült központi hatalom (abszolutizmus) visszaszerzése és megszilárdítása. A valóságos fegyveres és ideológiai harc a 17-18. század folyamán kiélesedett.

### Politikai és ideológiai kép
A Habsburg monarchia a befejeződött nyugat-európai és török elleni háborúskodásainak befejeztével politikailag megerősödött, s a birodalom abszolutista (gyarmatosító) rendjének megszervezésére törekedett, amelyben legfőbb támasza az ugyancsak egyre erősödő katolikus egyház volt. A magyar ellenreformációt az uralkodó mellett a magyar főpapság indította el, s a főúri réteg rekatolizálása révén sikerült a döntő fordulatot kiharcolnia. A hatalom visszaszerzésére, a hívek visszahódítására indított ideológiai küzdelem vallásos szervezetek, s élénk művészi propaganda segítségével folyt. Nagy lendülettel indultak meg egyházi építkezések, a régi templomok újjáalakítása, új, pompás, barokk templomok emelése, s a betelepülő szerzetesrendek kolostorépítései.

### A barokk stílus hazai meghonosodása

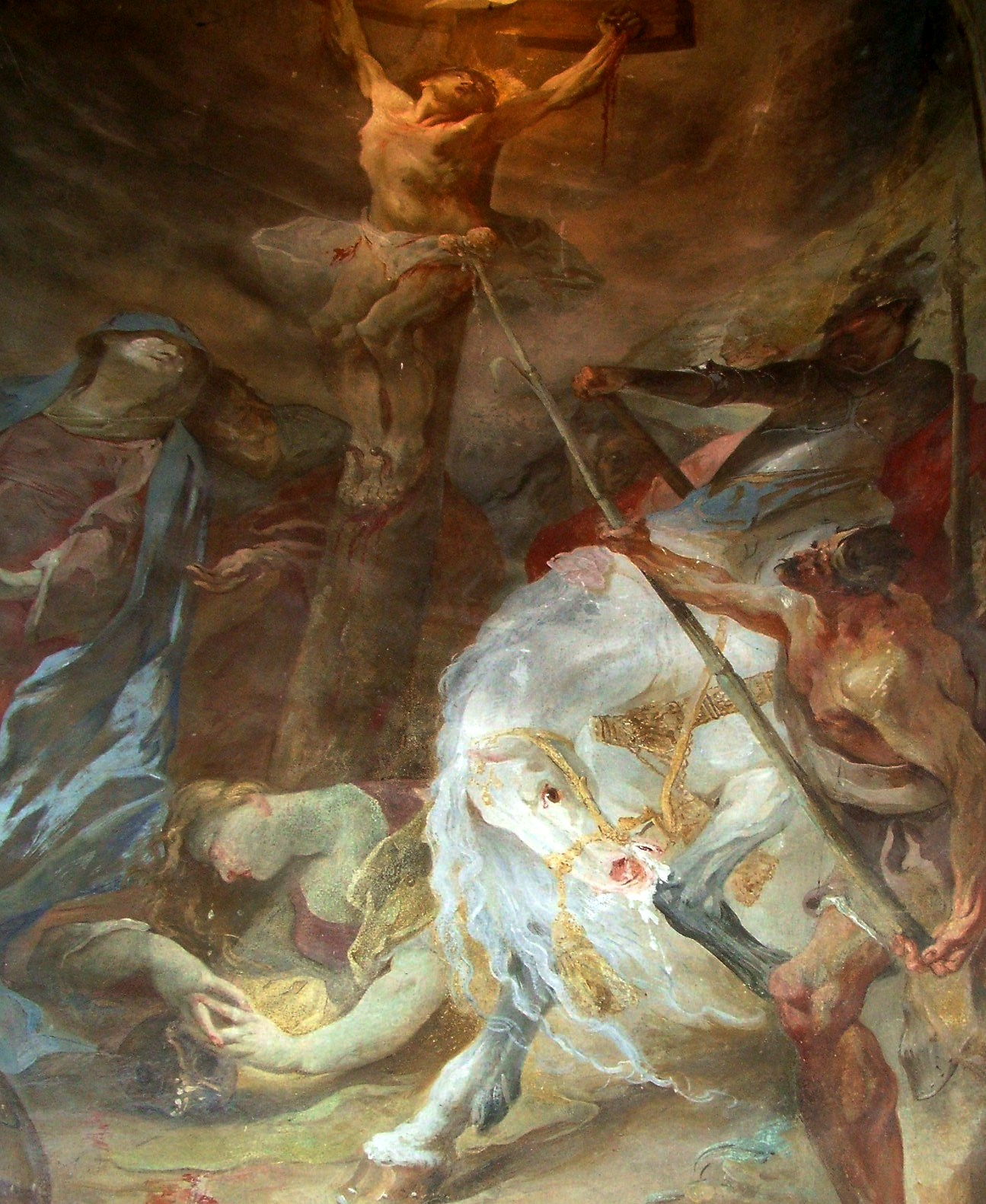
Golgota-részlet a sümegi freskóból

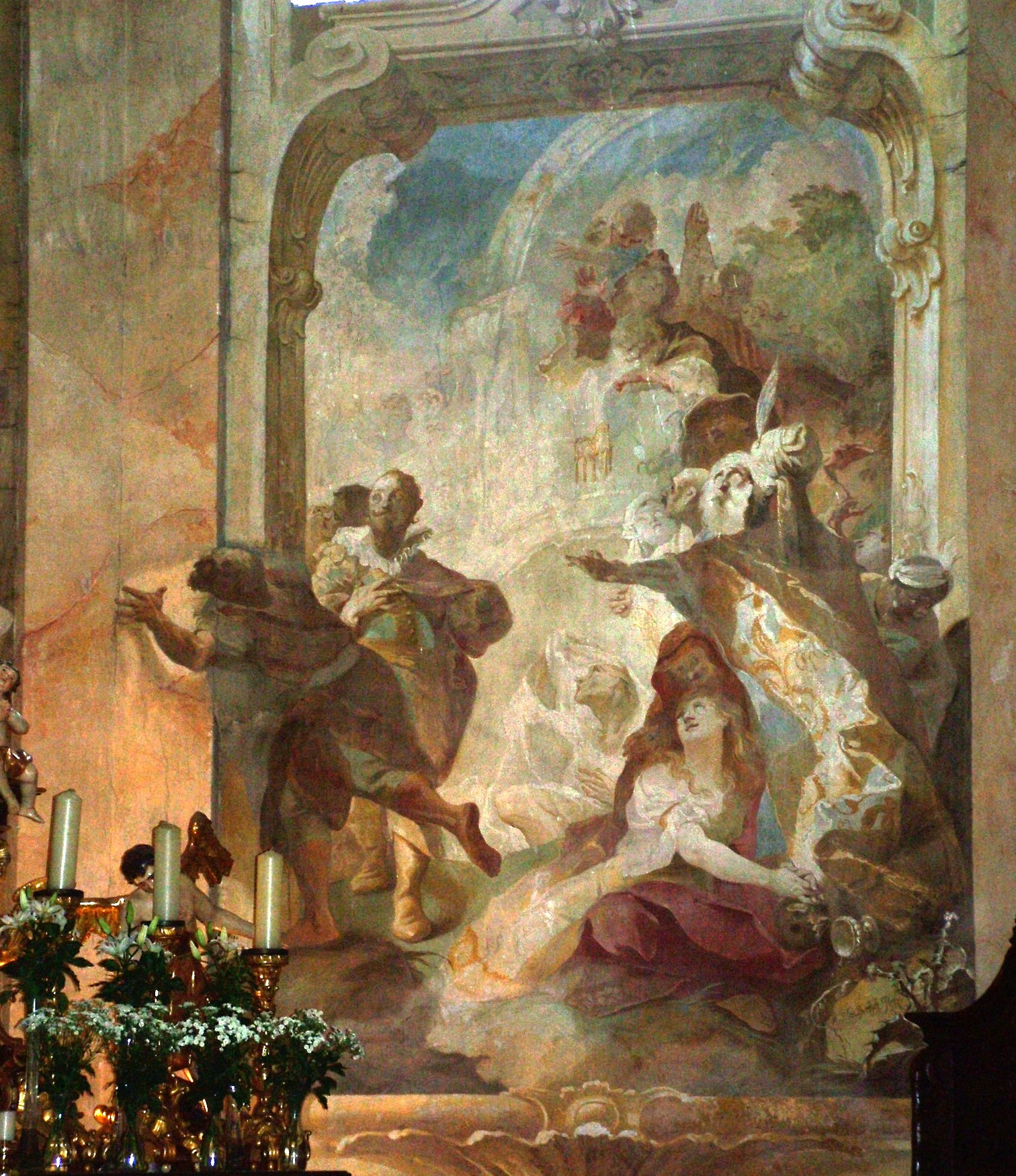
Freskórészlet a sümegi templom szentélyfaláról

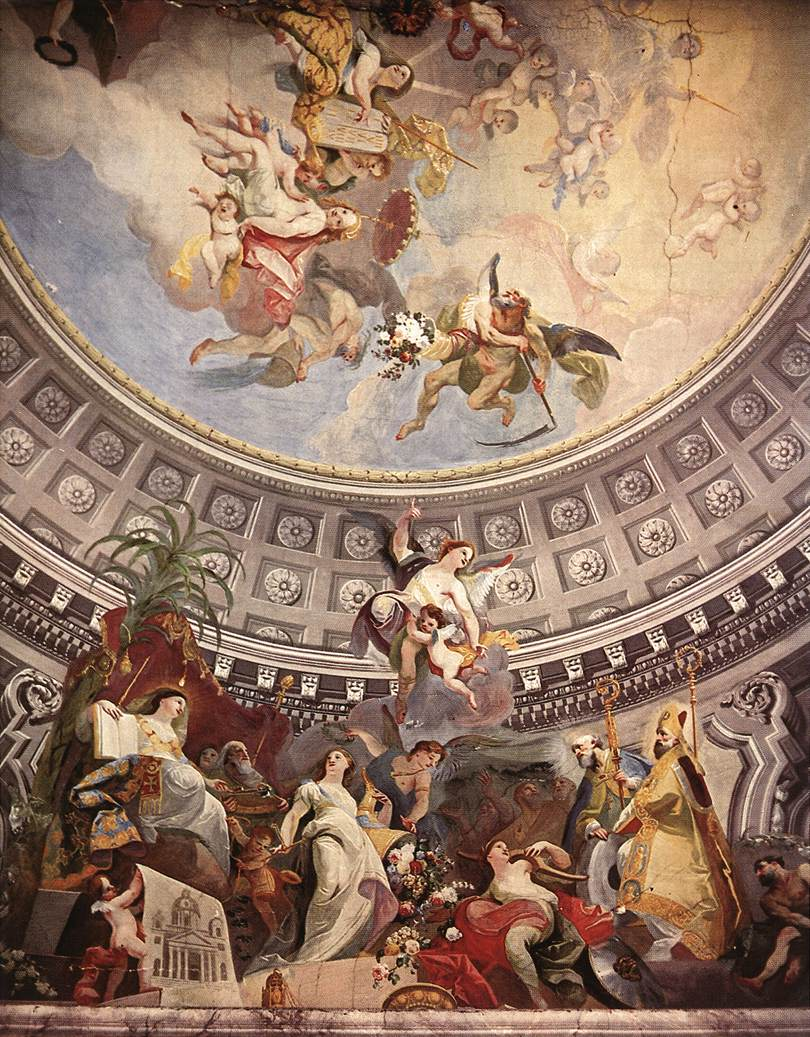
Szombathely, püspöki palota freskórészlet

Az abszolút monarchiát, a katolikus restaurációt szolgáló új, barokk művészetet hazánkban ugyanúgy, mint Európa-szerte, az ellenreformáció hivatott harcosai, a jezsuiták honosították meg, majd ezt követően, a 18. század közepétől egyre szélesebb körben érvényesült a Dunántúl és a Felvidék más nagyobb egyházi építkezéseinél.
A templomok (és más reprezentatív belső terek) belső díszítésnél a század második felében fokozatos tisztulás tapasztalható, bár a stukkódíszítés  ugyan még általános, de a magas plaszticitású, figurális  gipszdíszítményeket, szerényebb ornamentális és stilizáló stukkó váltotta fel, s mindinkább előtérbe lépett a festői mondanivaló jelentősége.

### A késő barokk templomfreskók
A templombelsők művészi kiképzésének, díszítésnek legfőbb eleme a mennyezet- és falkép lett. A stukkódekoráció inkább csak keret, kiegészítés jellegűen társul a boltozatokat betöltő, vagy a falakat borító freskókhoz. A fennmaradt emlékek tanúsága szerint ebben az időben Magyarország csaknem valamennyi katolikus templomát és kolostorát freskókkal díszítették. A főhajó és a szentély mennyezetét (olykor az oldalfalakat is) a templom védőszentjének legendájából vett jelenetek, allegorikus ábrázolások, megadott teológiai program alapján készült freskó-ciklusok borítják. Az ellenreformáció propagandájának megfelelő leggyakoribb témák: csodatételek, látomások, vértanúk, a földi szenvedésekért égi jutalomban részesültek, az alázatosak, a hithez ragaszkodók, akik megdicsőülnek.

### Késő barokk festők Magyarországon
A barokk freskók mesterei eleinte nagyobbára külföldiek, osztrák, cseh¬morva festők voltak, akik hosszabb-rövidebb ideig vendégszerepeltek Magyarországon. Néhányan közülük le is telepedtek, s teljesen a magyar megrendelők szolgálatába álltak. Az olasz festészet példáján kialakult késő barokk freskóstílust a bécsi akadémia köré csoportosult festők honosították meg, s ezért a monarchia egész területén mindenütt ugyanazokat a művészeti törekvéseket szólaltatták meg. Magyarországon is a legkiválóbb bécsi képzettségű mesterek dolgoztak, mint Paul Troger, Caspar Franz Sambach, Johann Ignaz, Johann Bergl, Joseph Ignaz, Franz Sigrist, Johann Lucas Kracker, és az életéből hazánkban negyven évet eltöltő, sikeres életművét tulajdonképpen itt megvalósító Franz Anton Maulbertsch.

## Maulbertsch magánélete
Maulbertsch magánéletéről meglehetősen kevés forrással rendelkezünk. Szintén festő édesapja - mesterségének folytatására - 1739-től Bécsben taníttatta, ahol Peter van Roy, majd Jakob van Schuppen tanítványa, s 1745-ben mester lett. Első díjat nyert a bécsi akadémia 1750. évi pályázatán, 1759-ben pedig már az akadémia rendes tagja.
Még alig ismert festőként, Padányi Biró Márton veszprémi püspök hívására 1757-ben jön Magyarországra, s kisebb külföldi időközök mellett negyven évig tevékenykedett itt. Padányi Biró Márton püspök rendelésére a sümegi Urunk Mennybemenetele temploma karzatán megfestette az egyházfő által alapított titokzatos „Angyali Társaság” tagjainak a portréijait.
Még az 1796-ban bekövetkezett bécsi halálakor is magyarországi (szombathelyi) freskóterven dolgozott.

## Művészi pályája
A sokféle összetevőből formálódó művészetének alakulása jól követhető korai műveiben. A délnémet barokk festészet mellett a velencei mesterek, valamint két nagy flamand festő, Rubens és van Dyck alkotásai is hatottak rá.
Még alig ismert fiatal művészként készült el 1757–58-ban első magyarországi műve, a sümegi plébániatemplom freskó-együttese, amely a fiatal Maulbertsch igazi remekműve,  tökéletesen egységes, harmonikusan sokszínű és virtuóz kompozíciójú alkotás.
A Sümeget követő esztendők a művész egyik legtermékenyebb és művészileg legsikeresebb időszakát jelentették. Ekkor festette meg a kremsieri (ma Kroměříž, Morvaországban) érseki palota (1758), a Heiligenkreuz-Guttenbrunni plébániatemplom (1757–58), a nikolsburgi (Mikulov) piarista templom és a mistelbachi kolostor könyvtár mennyezet- és falképeit. A lendületes, rendkívül eleven alkotásokat derűs, mozgalmas, ünnepi hangulat, világos, fényes színkezelés és kiegyensúlyozott formák jellemzik.
Az 1760-as években ismét Magyarországon dolgozott; a komáromi jezsuiták megbízásából a Szentt András-templomot festette ki (az 1763. évi földrengéskor elpusztult) freskóival, majd ezután főúri kastélyok és paloták freskóin dolgozott. A magyar főurak és főpapok elhalmozták megbízásaikkal a mestert, aki gyorsan, nagy biztonsággal és lankadatlan munkakedvvel dolgozott ugyan, mégsem tudott minden fölkérésnek eleget tenni.
Művészetének csúcspontját Székesfehérváron, a karmelita templom Mária életét ábrázoló mennyezetképei  jelentik.
Az 1770-es évektől stílusa fokozatosan megváltozott. Művészetének ezt a szakaszát a klasszicizmushoz való közeledés határozta meg: hatalmas freskóművei egyre hűvösebb, higgadtabb formavilágot képviselnek (a Váci székesegyház kupolájának freskóképei és szentélyének falképe). Élete utolsó évtizedeinek magyarországi alkotásai - többek között - a Győr székesegyházában, Pápa plébániatemplomában, Szombathelyen, a püspöki palotában, az egri líceumban láthatók. A magyarországi művek sorát a szombathelyi székesegyház freskóterve zárta le, amelyet azonban - a művész halálát követően - tanítványai készítették el  (J. Winterhalder és A. Spreng ).

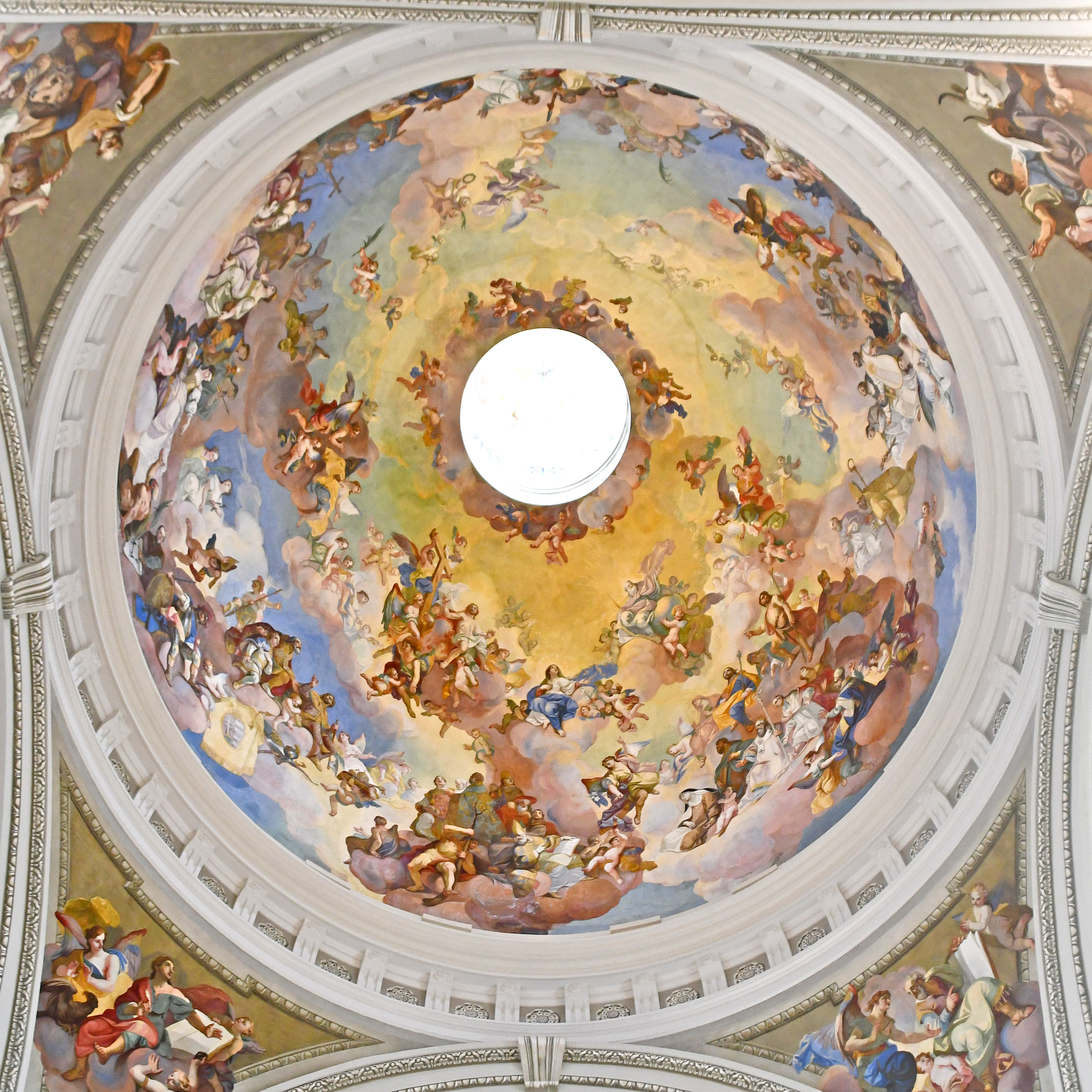
A váci székesegyház kupolafreskója

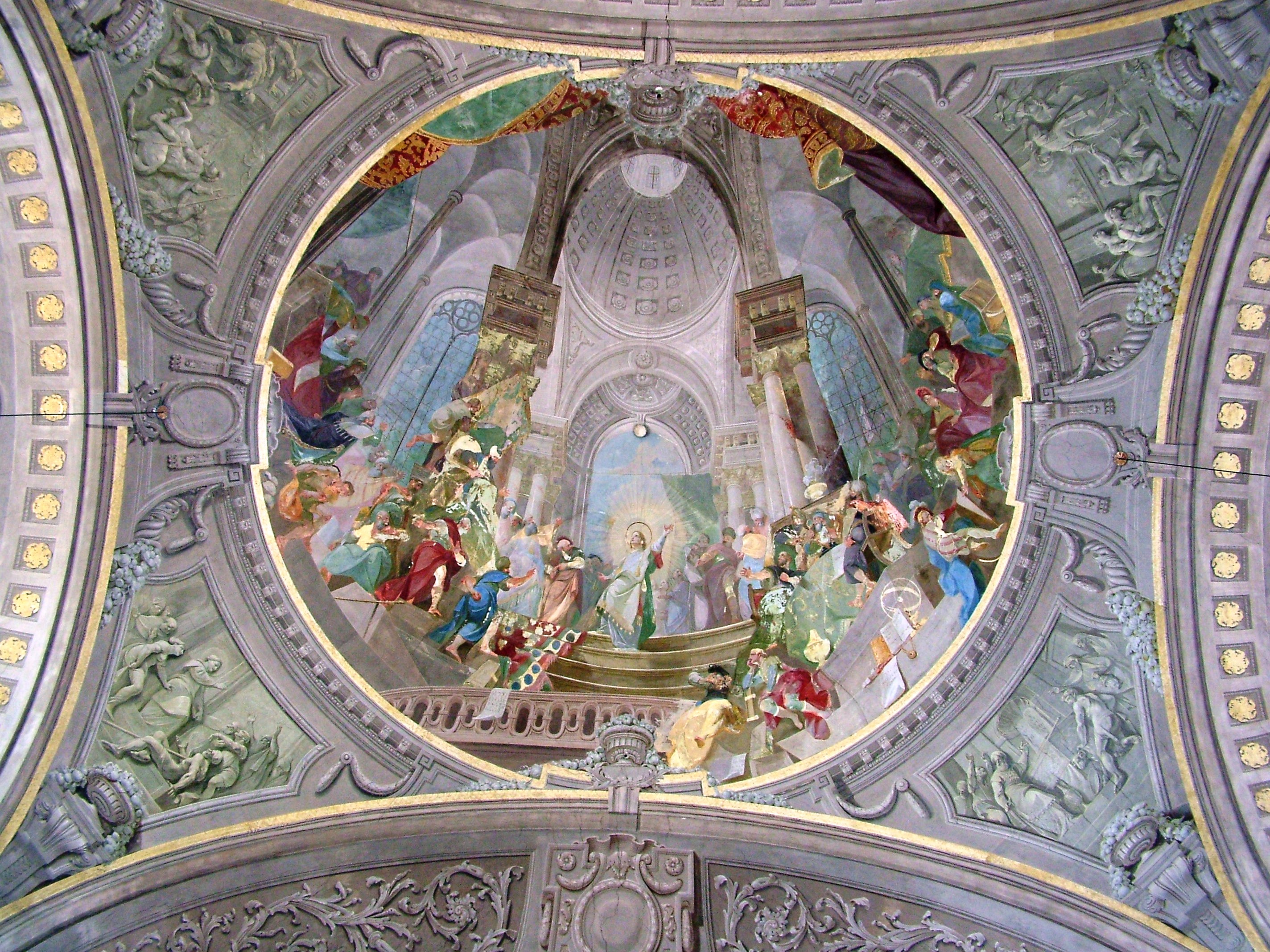
A pápai nagytemplom kupolafreskója

## Jelentősége a (magyar) művészet történetében
A művész négy évtizedes magyarországi munkásságán nyomon követhető az a változás (folyamatos korszakváltás), amely a társadalomban, a szellemi életben – így a művészetben is - bekövetkezett. Első műveit (sümegi mennyezet- és falképei, komáromi elpusztult festményeinek vázlatai, bogoszlói, székesfehérvári, győri freskói) még eleven lendület, gazdag, szemléltető ábrázolásmód, mozgalmas formaadás, ragyogó színezés, az érzelmek megragadó, drámai kifejezése jellemzi.
A hetvenes évektől kezdve azután Maulbertsch stílusa fokozatosan megmerevedik; műveiben a kompozíció szilárdabb, világosabb lesz. Eleven mozgalmasság helyett szigorú körvonalak, szűkszavú formaadás, hűvös színezés jellemzik késői alkotásait (a győri Szt. István vér¬tanú legendája mennyezetkép, a pápai, az egri líceumi kápolna mennyezetképe stb).
Ez a stílusbeli változás (fejlődés) azonban korántsem Maulbertsch egyéni sajátja. A korszak csaknem minden festőjére többé-kevésbé jellemző, s a társadalomban végbement változásokkal függ össze. A barokk kor illuzionisztikus, dekoratív mennyezet-festészete a katolikus restaurációt, s azon keresztül a feudális monarchia megerősítését szolgálta. Ez a mozgalom a 18. század végére azonban elvesztette létjogosultságát, kiégett.
A polgárság megerősödésével, a nemzeti mozgalmak kialakulásával mind nagyobb mértékben a fejlődést szolgáló új ideológia és új művészet érvényesült már . Az emberi értelmet állítják ezentúl sorompóba és az égi látomásokat a földi valósággal akarják pótolni. A haladásnak útjában álló régi művészet fokozatosan  üressé, tartalmatlanná válik. Az új törekvéseknek megfelelő szigorú és világos formaadás már ellentétben áll a késő barokk templomi festészet mondanivalójával.
Ez az ellentmondás jellemzi lényegében a késő barokk hazai mestereit, azokat a festőket is, akik az osztrák példaképek nyomán a 18. század második felében maguk igyekeznek megoldani az egyre nagyobb számban adódó feladatokat, s műalkotások sorával gazdagították hazánkat.
Ez követhető nyomon Maulbertsch késői művein is: alakjai a korábbiaknál jóval precízebbek és egyben szárazabbak, a színek sem olyan elevenek, az előadásmód prózaibb, tárgyilagosabb, de az ábrázolás ugyanakkor sokkal plasztikusabb, nyugodtabb és világosabb, kiérleltebb. Már beérett mesterségbeli tudása és alkotói igényessége is új kifejezési formák irányába terelik figyelmét.
A pápai nagytemplom freskókompozíciójának készítési körülményeit elemezve úgy tűnik, mélyebb műelemzést kívánna a művész stílusváltásának oka, indoka. Hiszen már ezen műalkotások megbízójának programadása is erőteljesen a klasszicizáló szemlélet irányába hatott (Esterházy K. egri püspök igényei és a Fellner által létrehozott klasszicizáló késő barokk építészeti keret). Maulbertsch magyarországi művészeti tevékenységének legfontosabb művészettörténeti értékét és jelentőségét éppen az adja, hogy alkotásai révén ennek a stílus(át)alakulásnak folyamatát illusztrálja.

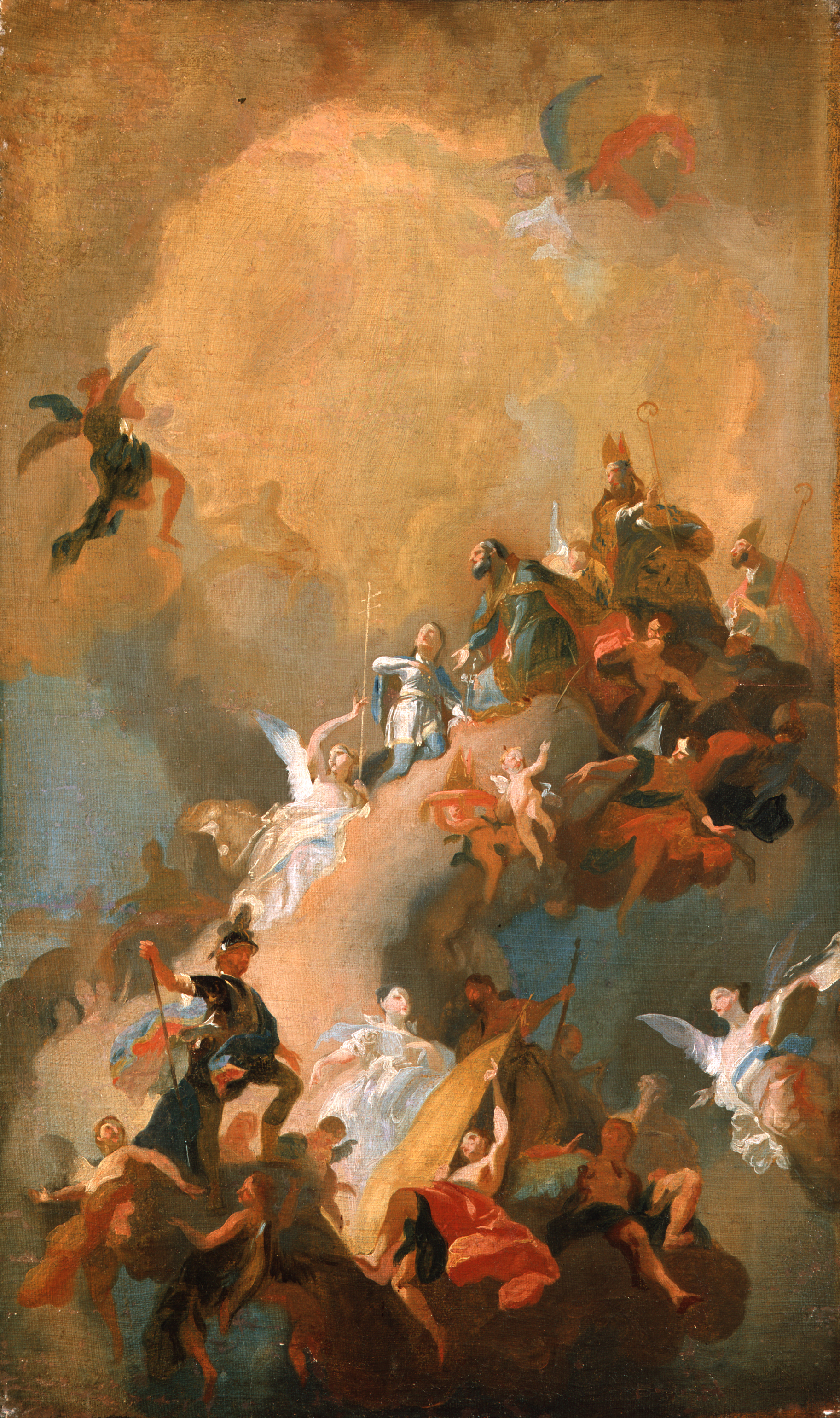
A magyar szentek apoteózisa (Bode Múzeum, Berlin)

## Jelentős alkotásai

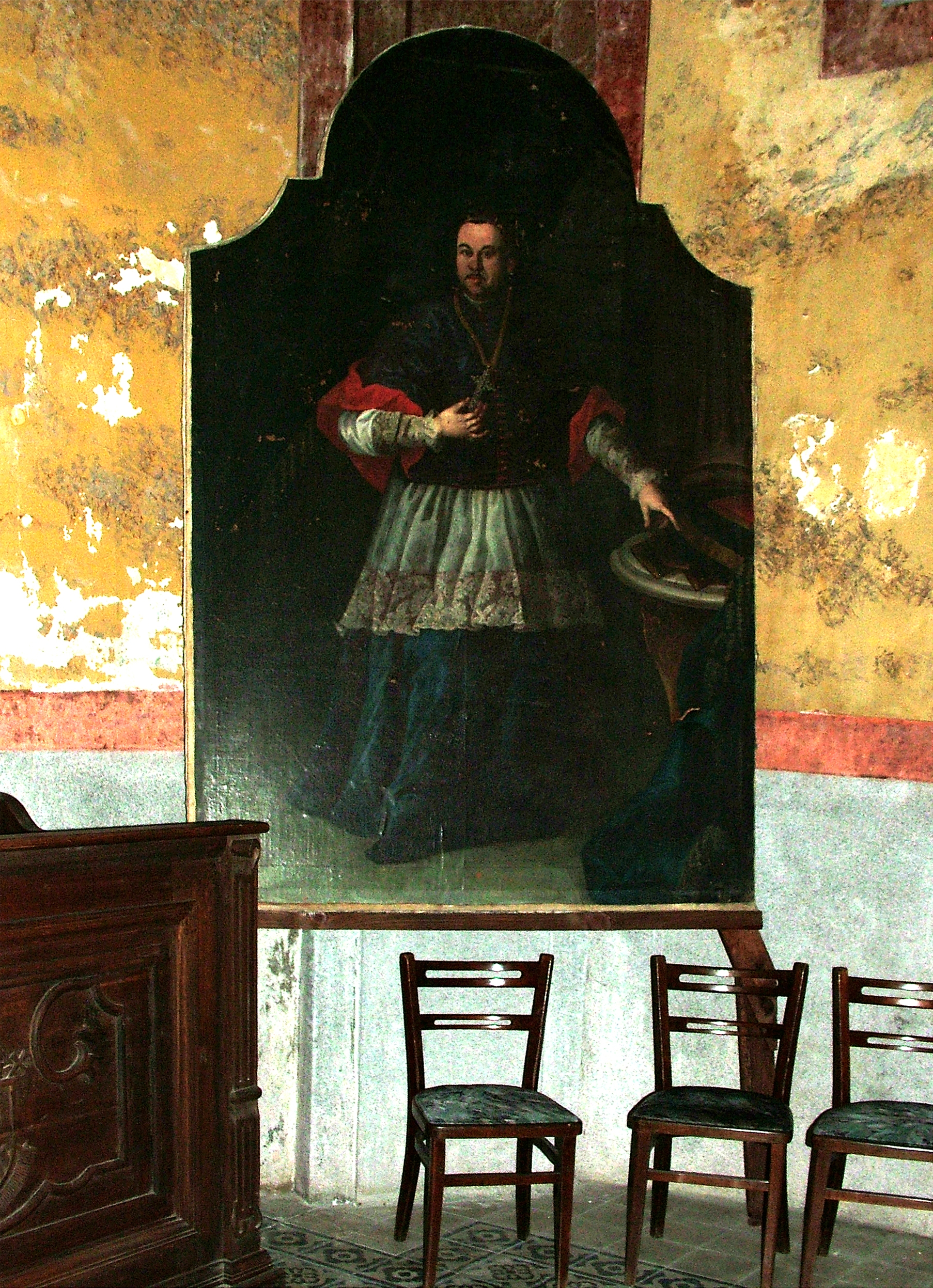
Padányi Bíró Mártonról 1750 körül készült festmény a sümegi püspöki palota kápolnájában

- a sümegi plébániatemplom freskói (1757-58)
- Székesfehérvár: a karmelita templom freskói
- Kremsier (Kromeriz): az érseki palota falképei (1758)
- Kreuz-Gutenbrunn: a plébániatemplom falképei (1757-58)
- Nikolsburg (Mikulov): a piarista templom freskói (?)
- Mistelbach: kolostor könyvtár mennyezet- és falképei (?)
- Komárom: a Szent András templom  falképei (1763)
- A majki kamalduli kolostor freskói (?)
- Tállya, Szent László plébánia mellékoltárképe (Szent Vencel; 1767 körül)
- Féltorony (Halbturn) Harrach-palota nagyterem freskó (kép)
- a váci székesegyház kupola és szentély freskói
- győri bazilika: Szent István vértanú freskó (?)
- a pápai nagytemplom freskói (?)
- a szombathelyi püspöki palota freskói (?)
- a szombathelyi székesegyház freskótervei (1796?)
- az egri líceum kápolnájának freskója (1793)

## Források és irodalom

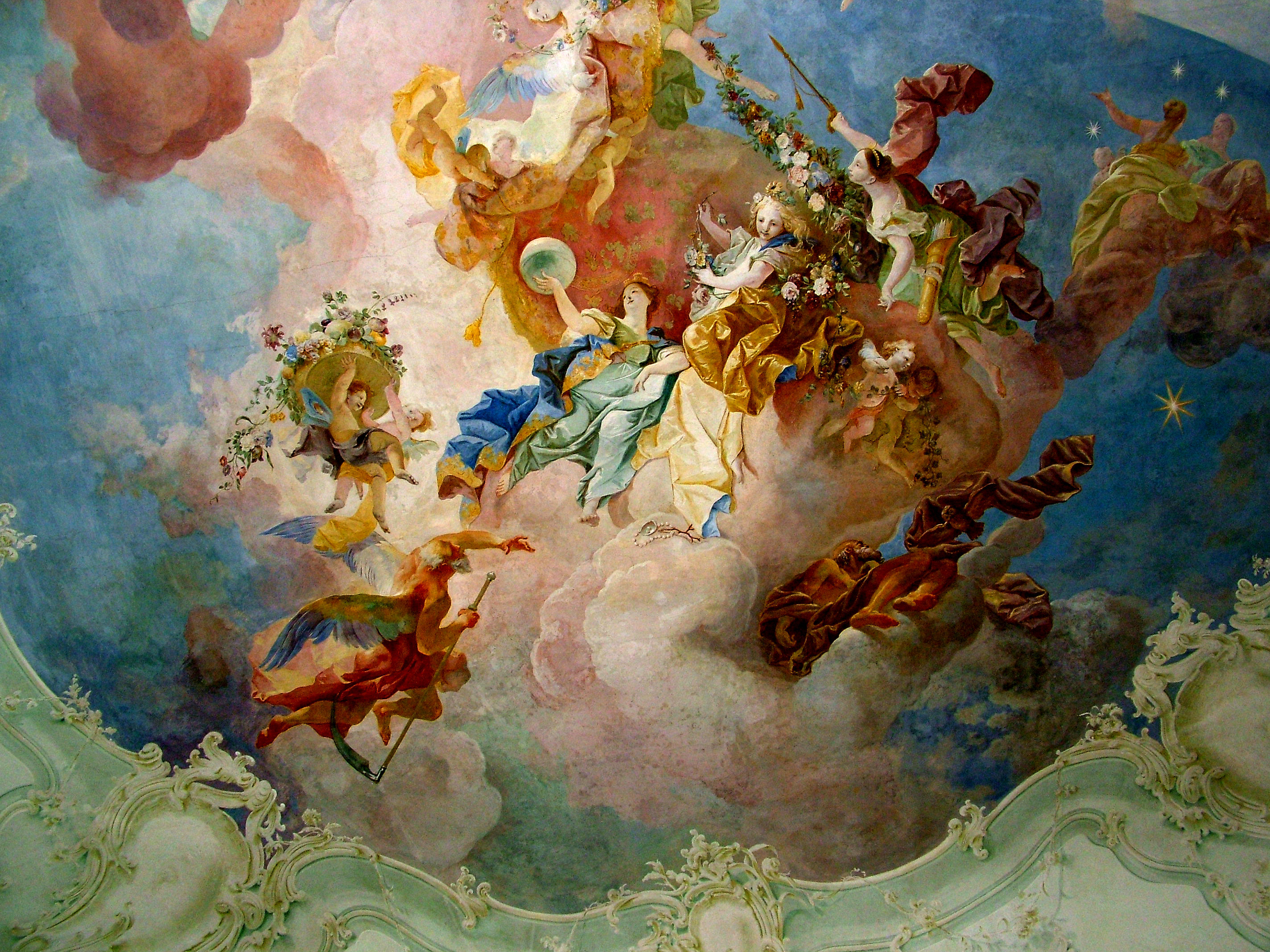
Féltorony: Díszterem mennyezetfreskója